# Bruine sikkelsnavel

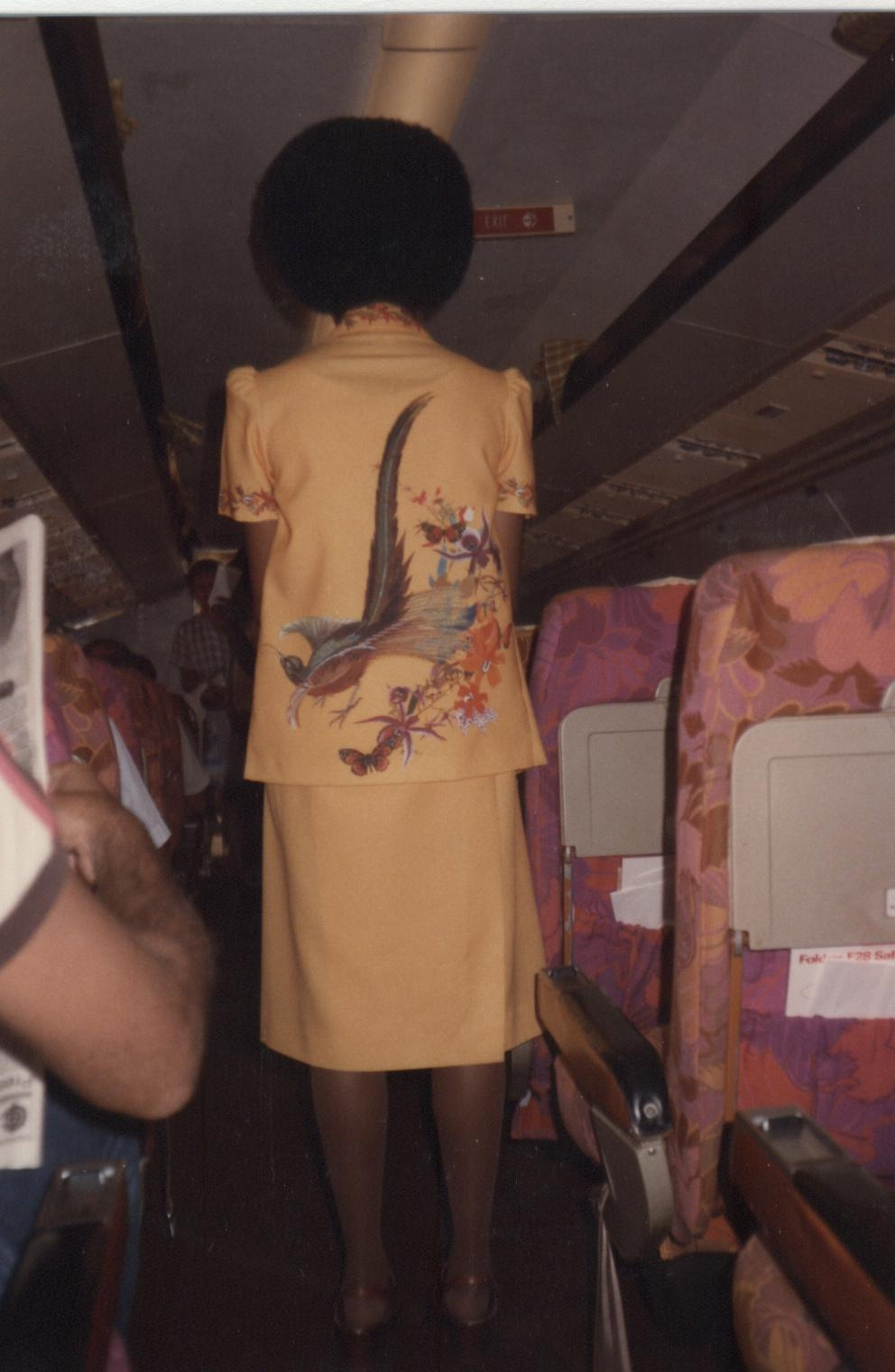
Afbeelding bruine sikkelsnavel op uniform van stewardess van Air Niugini (in 1984) die erg veel lijkt op illustratie uit het werk van Richard Bowdler Sharpe.

De bruine sikkelsnavel (Epimachus meyeri) is een paradijsvogel met een lange staart en een totale lengte tot 100 cm.

## Kenmerken
Bruine sikkelsnavel is eigenlijk een lelijke naam voor deze prachtige paradijsvogel met zijn blauwgroene, iriserende verenkleed. De vogel heeft een bruine borst, een sikkelvormige snavel en het oog heeft een lichtblauwe iris. Het mannetje heeft sierveren aan beide zijden aan het onderlijf. De middelste staartveren zijn sabelvormig uitgegroeid, waardoor de vogel een lengte tot wel één meter kan hebben.
Deze staartveren zijn een gewild object ter versiering bij de papoea's.
Het vrouwtje is een roodbruin met geelbruine borst met donkere horizontale streping.
Het mannetje is schuw, maar wordt wel vaak gehoord. Hij maakt vooral vroeg in de ochtend een mechanisch geluid: Tak-tak-tak..., dat lijkt op het geluid van een drilboor of een mitrailleur. Vrouwtjes en jonge vogels zijn minder schuw en worden daardoor vaker gezien.

## Verspreiding en leefgebied
De bruine sikkelsnavel komt voor in het centrale bergland van Nieuw-Guinea en niet op Vogelkop en het Huonschiereiland (Papoea-Nieuw-Guinea). Het leefgebied ligt in vochtige, met mossen begroeide bergwouden op een hoogte tussen de 2000 en 3100 m. In streken waar zowel de zwarte sikkelsnavel als de bruine sikkelsnavel voorkomen, leeft de zwarte sikkelsnavel in lagere regionen, tussen de 1300 en 2500 m boven de zeespiegel.
Er werden ooit drie ondersoorten beschreven. Uit onderzoek dat in 2016 is gepubliceerd, zou blijken dat de soort feitelijk monotypisch is.

## Leefwijze
Het dieet van deze paradijsvogel bestaat voornamelijk uit fruit en kleine ongewervelde en gewervelde dieren.

## Status
Deze vogel werd ontdekt door Carl Hunstein in 1884 en vernoemd naar Adolf Bernard Meyer (1840-1911), directeur van het Museum für Tierkunde in Dresden, Duitsland.
Over de grootte van de populatie zijn geen exacte cijfers, maar er wordt door de IUCN verondersteld dat de drempel voor het criterium kwetsbaar niet wordt bereikt, dat wil zeggen dat de populatie groter is dan 10.000 volwassen individuen en binnen het beschreven gebied min of meer stabiel is (niet daalt met een snelheid van meer dan 10% in tien jaar) en dus veilig is.

## Trivia
Hoewel de Raggi's paradijsvogel staat afgebeeld op de nationale vlag van Papoea-Nieuw-Guinea en ook het symbool is van de nationale luchtvaartmaatschappij Air Niugini, droegen stewardessen van de luchtvaartmaatschappij in 1984 nog een prachtig geborduurde bruine sikkelsnavel op het rugpand van hun uniform.

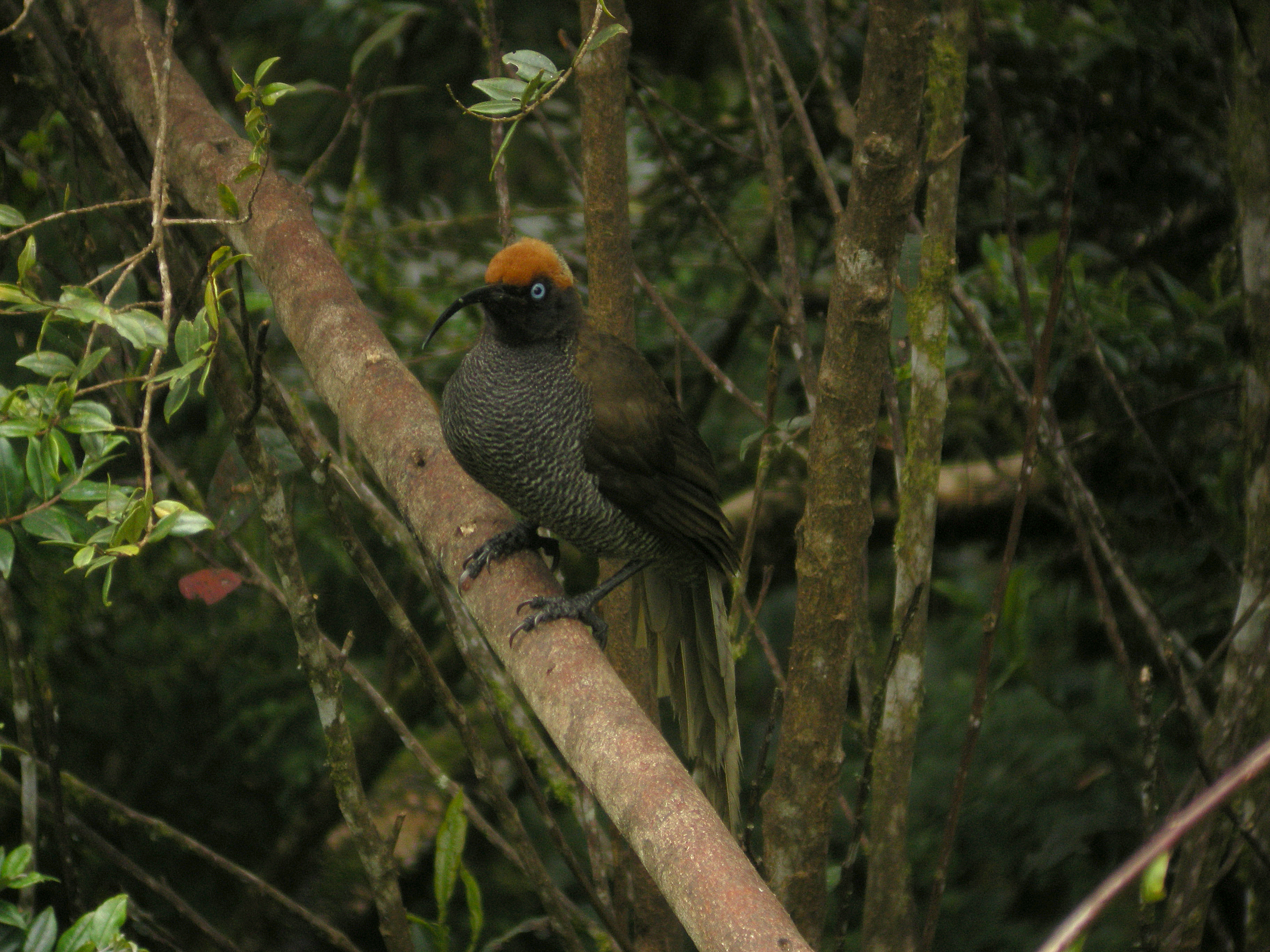
Vrouwtje bruine sikkelsnavel in Papoea-Nieuw-Guinea
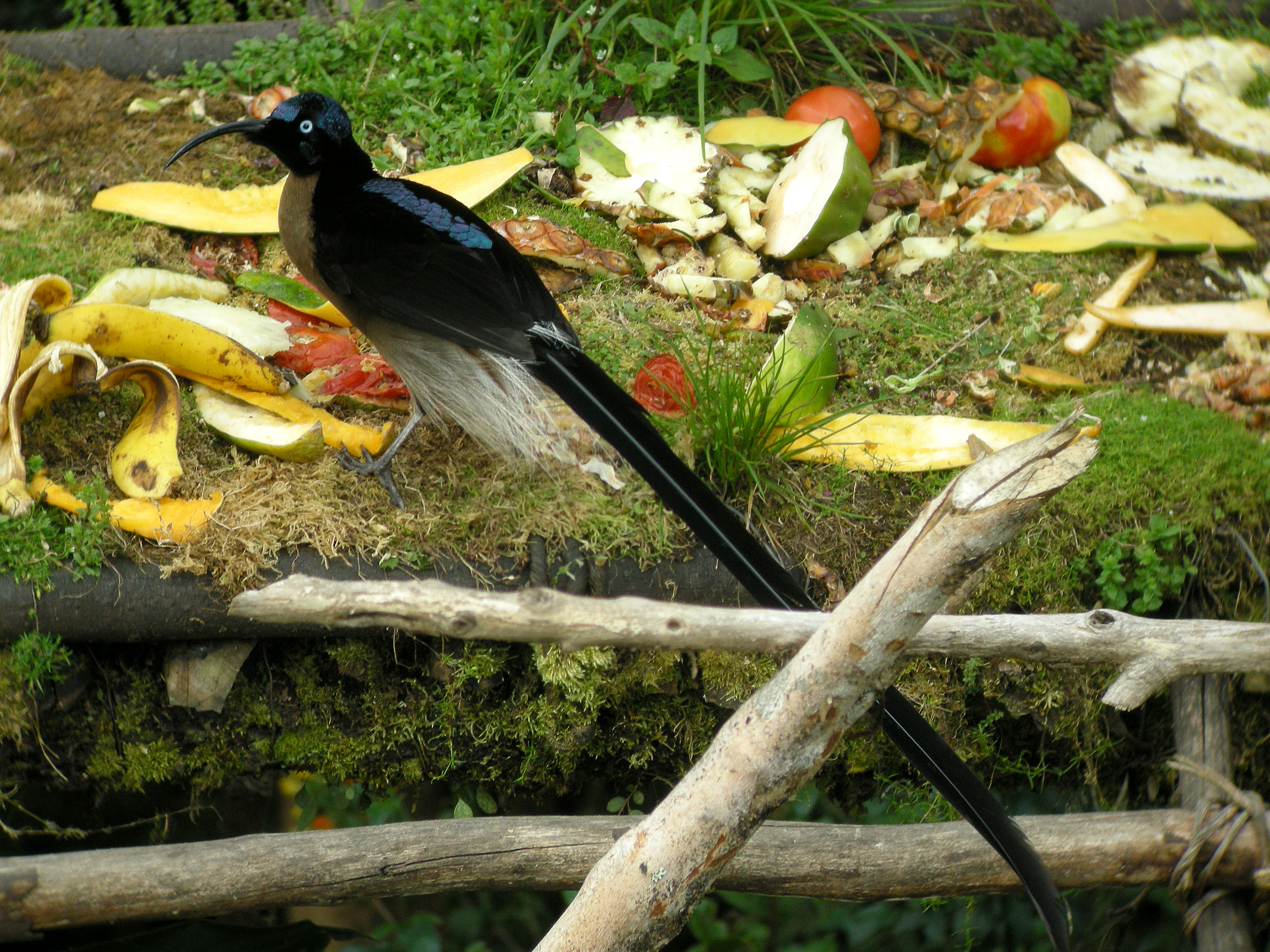
Mannetje bruine sikkelsnavel in Papoea-Nieuw-Guinea